# 미남
미남(美男)은 다소 주관적인 점이 있는데 외모나 내적인 부분이 잘생기거나 멋진 남성을 뜻한다.

## 같이 보기
- 미녀
- 미소녀
- 얼짱